# Provodi i sprovodi
Provodi i sprovodi je hrvatska humoristična serija autora Vinka Brešana i Gorana Kulenovića. Scenaristi serije su Goran Kulenović i Branko Ružić, dok je producent Ivan Maloča. Serija je sa snimanjem krenula 5. srpnja 2011. u studiju 5 Jadran Filma. Provodi i sprovodi je s emitiranjem krenula 19. rujna 2011. na HRT-u u večernjem terminu.

## Glumačka postava

### Glavna glumačka postava
| Glumac                | Lik                  |
| --------------------- | -------------------- |
| Ksenija Marinković    | Ksenija Vajs-Ćalasan |
| Dražen Kühn           | Tihomir Ćalasan      |
| Goran Grgić           | Kruno Deronja        |
| Bojan Navojec         | Boško Ćalasan        |
| Marija Škaričić       | Nicky Valentina      |
| Slobodan Milovanović  | velečasni Huljić     |
| Jan Kerekeš           | Hristo               |
| Aleksandra Stojaković | Mia Iva Ćalasan      |
| Milivoj Beader        | Miško                |